# Nepal en los Juegos Olímpicos de Barcelona 1992
Nepal estuvo representado en los Juegos Olímpicos de Barcelona 1992 por dos deportistas, un hombre y una mujer, que compitieron en dos deportes.
El equipo olímpico nepalí no obtuvo ninguna medalla en estos Juegos.